# Sveriges civila inspektionsmyndigheter
Sveriges civila inspektionsmyndigheter är de svenska statliga myndigheter som har benämningen "inspektionen" i sitt myndighetsnamn. De är de myndigheter som har till uppgift att utöva tillsyn och kontroll inom ett visst sakområde.

## Nuvarande myndigheter

### Datainspektionen
Inspektionen inrättades 1973 med uppgift att bland annat övervaka efterlevnaden av den särskilda datalag som trädde i kraft den 1 juli 1973, och som upphävdes slutgiltigt 2001. Inspektionen fick nya arbetsuppgifter i och med det att personuppgiftsupplagen slutgiltigt trädde i kraft 2001 efter en gradvis övergång med start 1998. 

### Inspektionen för socialförsäkringen
Inspektionsmyndigheten inrättades den 1 juli 2009 med uppgift att utöva tillsyn och kontroll så att det finns rättssäkerhet och effektivitet inom socialförsäkringsområdet.

### Finansinspektionen
Inspektionen inrättades 1991 som en sammanslagning av Bankinspektionen och Försäkringsinspektionen. Inspektionsmyndigheten i fråga har till uppgift att ha tillsyn, tillståndsprövning och regelgivning som berör finansiella marknader och finansiella företag.

### Statens skolinspektion
Inspektionsmyndigheten inrättades den 1 oktober 2008 med uppgift att utöva tillsyn och kontroll över hela skolområdet från förskola till vuxenutbildning. Den har även till uppgift att granska kvaliteten och effektiviteten inom skolområdet.

### Kemikalieinspektionen
Inspektionen har till uppgift övervaka hälso- och miljöriskerna med olika kemikalier inom bland annat inom industriella produkter och bekämpningsmedel.

### Energimarknadsinspektionen
Inspektionen har bland annat till uppgift att övervaka läget på el- och energimarknaden samt att tingens ordning för de naturliga monopolen inom detta område upprätthålls. Den var fram till 2008 en del av Energimyndigheten.

## Förutvarande inspektionsmyndigheter
- Bankinspektören
- Bankinspektionen
- Bank- och fondinspektionen
- Sparbanksinspektionen
- Inspektören för försäkringsanstalterna
- Försäkringsinspektionen
- Kärnkraftinspektionen
- Statens brandinspektion
- Luftskyddsinspektionen
- Sprängämnesinspektionen
- Statens elektriska inspektion